# Халамиш
Халамиш (Неве-Цуф) (ивр. חַלָּמִישׁ‎) — израильское поселение на Западном берегу реки Иордан, к северу от Рамаллы. Муниципально относится к региональному совету Мате-Биньямин.
Вблизи поселения расположено несколько форпостов, а в нём самом находится мехина Элиша для подготовки религиозных юношей к службе в ЦАХАЛ.

## История
Основано 1 ноября 1977 года двумя группами поселенцев, одна из которых была религиозной, а другая светской. Первоначально центром освоения окрестных земель стал покинутый британский тегарт. В 2017 году в Халамише появился новый квартал, Неве Ахи.

## Население
По данным Центрального статистического бюро Израиля, население на начало 2020 года составляло 996 человек.